# Sphenomorphus fasciatus
Sphenomorphus fasciatus là một loài thằn lằn trong họ Scincidae. Loài này được Gray mô tả khoa học đầu tiên năm 1845.